# Zords in Power Rangers: Lost Galaxy
De Zords gebruikt in de serie Power Rangers: Lost Galaxy waren in feite levende wezens genaamd Galactabeasts. Dit principe was al een paar keer eerder gebruikt in Super Sentai, maar voor Power Rangers was dit de eerste keer.

## Galactabeasts
De Galactabeasts zijn vijf enorme dieren van onbekende oorsprong. Ze waren oorspronkelijk gevangen door scorpius, maar werden bevrijd door de Rangers waarna ze zich bij hen aansloten.
Via de “Transdaggers” (een speciaal soort dolken) konden de Rangers de Galactabeast doen veranderen in de robotische Galactazords. In deze vorm konden ze ook combineren. De Galactabeast zijn:
- De Lion Galactabeast/zord, bestuurd door de Rode Ranger, Leo Corbett.

- De Condor Galactabeast/zord, bestuurd door de Groene Ranger, Damon Henderson.

- De Gorilla Galactabeast/zord, bestuurd door de Blauwe Ranger, Kai Chen.

- De Wolf Galactabeast/zord, bestuurd door de Gele Ranger, Maya.

- De Wildcat Galactabeast/zord, bestuurd door de Roze Rangers, Kendrix Morgan en Karone.

De Galactabeast verblijven momenteel op Mirinoi, maar keeden nog even terug in Power Rangers: Lightspeed Rescue om te helpen in het gevecht met Trakeena.

### Galaxy Megazord
De primaire Megazord van Lost Galaxy. De Galaxy Megazord is gecombineerde vorm van de Galactabeast. De Wildcat en Wolf vormen de armen, de Gorilla de benen, de Lion torso en hoofd en de Contor de rug + extra wapen.
De Galaxy Megazord’s voornaamste wapen is een zwaard genaamd de Galaxy Megazord Saber. Een extra wapen is de Condor Galactazord [in] Missile Mode, waarin de Condor plaatsneemd op de Megazords arm en een projectiel afvuurt. Net als de Rangers kan de Galaxy Megazord een powerup krijgen van de Lights of Orion genaamd de Orion Galaxy Megazord. Hierin krijgt de Megazord extra torso en hoofdbepantsering.

## Torozord
De persoonlijke Zord van de Magna Defender. Torozord is ook een soort Galactabeast, in de vorm van een stier. Hoewel Torozord normaal loyaal is aan Magna Defender, heeft hij ook een eigen wil en gaat niet altijd akkoord met Magna Defenders brute methodes. Torozord kan Magna Defender laten groeien tot enorm formaat en hem hierbij een nieuw pantser geven. Deze vorm staat bekend als Mega Defender. Mega Defender kan op Torozord rijden in het gevecht.
Indien nodig kan Mega Defender combineren met Torozord tot de sterkere Defender Torozord. Defender Torozord is een Megazord bewapend met een lans, of een bijl genaamd de Defender Axe.
Torozord werd vernietigd toen Mike, de tweede Magna Defender, hem gebruikte om de poort waarlangs Terra Venture de Lost Galaxy wilde verlaten open te houden. Door deze vernietiging was Torozord in theorie niet aanwezig gedurende de Lost Galaxy/Lightspeed Rescue team up afleveringen in de erop volgende serie. Voor deze team up werd echter beeldmateriaal gebruikt van de Super Sentai film “Kyuukyuu Sentai GoGo-V vs. Gingaman”, waarin Torozord wel voor kwam. Wie goed kijkt kan Torozord dan ook op de achtergrond zien gedurende de gevechtsscène met Trakeena.
Torozord is tevens de eerste “pratende” zord: een aantal maal kan Mike’s stem vanuit Torozord worden gehoord.

## De Verloren Galactabeasts
Later in de serie blijken er nog drie Galactabeast te zijn: Rhino, Phoenix, en Shark. De drie raakten lange tijd terug betrokken bij een zwaar gevecht, waarna ze werden gevonden door Deviot. Hij veranderde ze in sterkere robots.

### Centaurus Megazord
De Rhino Galactabeast werd door Deviot veranderd in de Centaurus Megazord, en bestaat nu uit vijf autoachtige voertuigen genummerd C1 t/m C5. De Centaurus Megazord was gewapend met een krachtig laserkanon. Tevens kon hij samen met de Stratoforce Megazord een energietornado creëren. De Centaurus Megazord beschikte over kunstmatige intelligentie en kon daardoor zelf vechten. Hij werd uiteindelijk vernietigd door een kamikaze aanval van honderden stingwingers met bommen.
- - C1 Zord (Race auto)
  - C2 Zord (Tank)
  - C3 Zord (Zwarte hijskraan)
  - C4 Zord (Rode auto)
  - C5 Zord (lang rood voertuig)

### Stratoforce Megazord
De Phoenix Galactabeast werd veranderd in de Stratoforce Megazord, die bestond uit vijf vliegtuigachtige voertuigen genummerd S1 t/m S5. De Stratoforce Megazord had een boomerang als wapen en was zeer behendig. Eenmaal gebruikte hij echter het laserkanon van de Centaurus Megazord (aflevering “The Chameliac Warrior”) om een monster dat al zijn vechtbeweging wist te verslaan. Net als de Centaurus Megazord werd de Stratoforce Megazord vernietigd door honderden stingwingers met bommen.
- - S1 Zord (blauwe jet met enorme motoren aan beide kanten)
  - S2 Zord (blauwe jet met een rugvin)
  - S3 Zord (tank jet)
  - S4 Zord (blauwe jet met lage vleugels)
  - S5 Zord (blauwe jet met hoge vleugels)

### Zenith Carrierzord
De herbouwde Shark Galactabeast. De Zenith Carrierzord doet dienst als transportmiddel voor de C1 - C5 Zords en de S1 - S5 Zords. Zenith deed zelf vrijwel nooit mee aan gevechten, behalve in de aflevering "Enter the Lost Galaxy". Hierin is te zien de Zenith over een paar kanonnen beschikte als wapens.
De Zenith Carrierzord werd voor het laatst gezien aan boord van Terra Venture vlak voordat deze neerstortte op de maan van de planeet Mirinoi. Het is niet bekend of hij vernietigd is samen met de kolonie of dat hij geëvacueerd is naar Mirinoi.